# Filip Zaborowski
Filip Zaborowski, född 25 juli 1994, är en polsk simmare.
Zaborowski tävlade för Polen vid olympiska sommarspelen 2016 i Rio de Janeiro, där han blev utslagen i försöksheatet på 400 meter frisim.